# Alexander Wladimirowitsch Sobolew
Alexander Wladimirowitsch Sobolew, geboren als Issaak Wladimirowitsch Sobol (* 6. November 1915 in Polonne; †  6. September 1986 in Moskau) war ein sowjetischer Dichter, Schriftsteller und Journalist jüdischer Herkunft. Sein bekanntestes Werk ist der Text zum weltbekannten Lied Die Glocke von Buchenwald.

## Leben
Sobolew wurde in Polonne in einer armen jüdischen Familie geboren. Seine Mutter starb früh. Bereits im Alter von etwa sieben Jahren  begann er, Gedichte zu schreiben. Mit 15 Jahren zog er zu seiner älteren Schwester nach Moskau, wo er die Berufsschule besuchte und als Schlosser arbeitete. Nebenher besuchte er Literaturzirkel der Betriebszeitung und der Zeitschrift Ogonjok. Ab Mitte der 1930er Jahre arbeitete er als Journalist. In dieser Zeit änderte er auch wegen des beginnenden Antisemitismus in der Sowjetunion seinen jüdischen Namen Issaak Sobol in Alexander Sobolew. Ab 1941 diente er nach dem Überfall auf die Sowjetunion in der Roten Armee. In dieser Zeit schrieb er weiter Gedichte und Artikel, die in einer Frontzeitung veröffentlicht wurden. 1944 wurde er nach mehreren Verwundungen als Invalide demobilisiert.
Anschließend arbeitete er im Moskauer Flugzeugmotorenwerk als Schlosser in der Werkzeugabteilung und war verantwortlicher Sekretär der Betriebszeitung. Dort führte er eine Rubrik „Großvater Nikanor räsoniert“ ein, in der er Gedichte veröffentlichte. Seine Gedichte, Artikel und Feuilletons wurden auch in den Zeitungen Trud, Gudok, Wetschernjaja Moskwa und der Satirezeitschrift Krokodil veröffentlicht. In der Redaktion der Betriebszeitung traf er Tatjana Michailowna, seine spätere Ehefrau.
Da er auch kritische Artikel in der Betriebszeitung schrieb, wurde er als parteiloser Jude „wegen Personalabbau“ entlassen, obwohl es nach sowjetischen Gesetzen verboten war, Kriegsinvaliden zu entlassen. Wegen der antisemitischen Tendenzen in der Sowjetunion während er 1940er und Anfang der 1950er Jahre war es ihm nicht möglich, eine neue Stelle zu finden, die ihm ein sicheres Einkommen ermöglichte. Auch seine Gedichte und Prosawerke wurden in dieser Zeit nicht veröffentlicht.
Sein Gedicht Die Glocke von Buchenwald wurde im September 1958 in der Zeitung Trud veröffentlicht, nach dem mehrere andere Publikationen die Veröffentlichung ablehnten. Er hatte das Gedicht innerhalb von zwei Stunden geschrieben, nachdem er im Radio gehört hatte, dass auf dem Gelände des ehemaligen Konzentrationslagers 1958 das Mahnmal mit dem Glockenturm zu Ehren der Opfer des Faschismus eingeweiht wurde. Vertont wurde das Gedicht von Wano Muradeli. Weiter wurde das Gedicht praktisch nicht veröffentlicht, mit Ausnahme einer Beilage zur Satirezeitschrift Krokodil Der rasierte Igel mit satirischen Gedichten (1967) und einem Sammelband mit Kriegsgedichten Die Glocke von Buchenwald (1985). Die Uraufführung des Liedes fand nicht in der Sowjetunion statt, sondern bei den VII. Weltfestspielen der Jugend und Studenten in Wien, gesungen vom Chor der Staatlichen Universität des Uralgebiets, statt. 1962 wurde Die Glocke von Buchenwald für den Leninpreis nominiert, das war aber damals wegen der jüdischen Herkunft des Textdichters nicht möglich. International wurde das Lied jedoch bald zum Symbol des Kampfes der Völker für den Frieden.
Sobolew starb nach längerer Krankheit im September 1986. Erst zehn Jahre nach seinem Tod wurde sein künstlerischer Nachlass von seiner Witwe Tatjana Michailowna Sobolewa veröffentlicht, darunter ein Sammelband mit Gedichten russisch Бухенвальдский набат. Строки-арестанты – Die Glocke von Buchenwald – eingesperrte Zeilen, Moskau, 1996, und sein 1977 geschriebener Roman Der Sergeant Jefim Segal russisch Ефим Сегал, контуженный сержант, Verlag PIK, Moskau 1996. 2006 veröffentlichte T. M. Sobolewa eine Biografie über ihren Mann: Ehrliche Juden geächtet… (russisch В опале честный иудей…), Paralleli, Moskau, 2006.
Im Jahr 2002 schrieb die Witwe Sobolews viermal einen Antrag an den Präsidenten Russlands Wladimir Putin mit der Bitte, im Siegespark in Moskau Tafeln mit dem Text des Liedes anzubringen. Die ersten drei Briefe ignorierte Putin. Den vierten schickte er an die Moskauer Stadtduma. Die Stadtduma nahm einstimmig einen Beschluss an: abgelehnt.